# Masayuki Okano
Masayuki Okano (Prefectura de Kanagawa, Japó, 25 de juliol de 1972) és un futbolista japonès.

## Selecció japonesa
Masayuki Okano va disputar 25 partits amb la selecció japonesa.